# Domingo Laín
Domingo Laín Sáenz (Paniza, Zaragoza; 1940 - Montañas de Colombia; 22 de marzo de 1974) fue un sacerdote y guerrillero español perteneciente al Ejército de Liberación Nacional (Colombia).

## Biografía
En 1951, lo enviaron al seminario menor de Alcorisa (Teruel), con 11 años donde coincidió con Manuel Pérez y José Antonio Jiménez Comín en 1955. Desde entonces, se hicieron amigos inseparables. Juntos pasaron en 1959 al seminario mayor de Zaragoza, para estudiar filosofía, donde se ordenan como sacerdotes en 1965. Ejerció el sacerdocio entre 1965 y 1966 en Tauste,(Aragón). En 1967, estuvo como sacerdote en los barrios Meissen y Tunjuelito, en el sur de Bogotá. En octubre de 1968, llegan expulsados de República Dominicana José Antonio y Manuel, y se reunieron con Domingo en el barrio Ciénaga de la Virgen de Cartagena. Instalándose en el barrio de Chambacú: Domingo se empleó en una ladrillera,  Manuel cargó bultos en los muelles y José Antonio trabajó en la fábrica de gaseosas Postobón. Participaron en el grupo Golconda que era seguidor de las ideas de Camilo Torres Restrepo. Al ser expulsados de Colombia por participar en política y choques con la iglesia, viajan a  Francia, contactan con el ELN en Madrid, y viajan desde Canarias con un pasaporte falso en 1969 a Colombia

"Ahora comienza mi verdadera consagración sacerdotal, que exige el sacrificio total de sí a fin que todos los hombres puedan vivir".
Domingo Laín Sáenz, 1970.

En 1970 regresan a Colombia y se unen al  Ejército de Liberación Nacional, Manuel Pérez, que sería años después comandante de la organización y José Antonio Jiménez quien murió por un desvanecimiento en la selva y Domingo Laín, cayó en combate en 1974.

## Homenajes
- Un barrio en la localidad bogotana de Ciudad Bolívar lleva su nombre.[8]
- Una calle en Paniza (Zaragoza) lleva su nombre.
- El ELN nombró a uno de sus frentes de guerra con su nombre en 1980.[9][10]
- Documental de Yolanda Liesa y Francisco Palacios. "Liberación o Muerte. Tres curas aragoneses en la guerrilla colombiana".[11]
- Usualmente el ELN publíca comunicados mencionando la importancia de Laín en la creación y conformación de la organización.[12][13]